# Boyeria irene
Boyeria irene är en trollsländeart som först beskrevs av Etienne Laurent Joseph Hippolyte Boyer de Fonscolombe 1838.  Boyeria irene ingår i släktet Boyeria och familjen mosaiktrollsländor. Inga underarter finns listade i Catalogue of Life.

## Bildgalleri

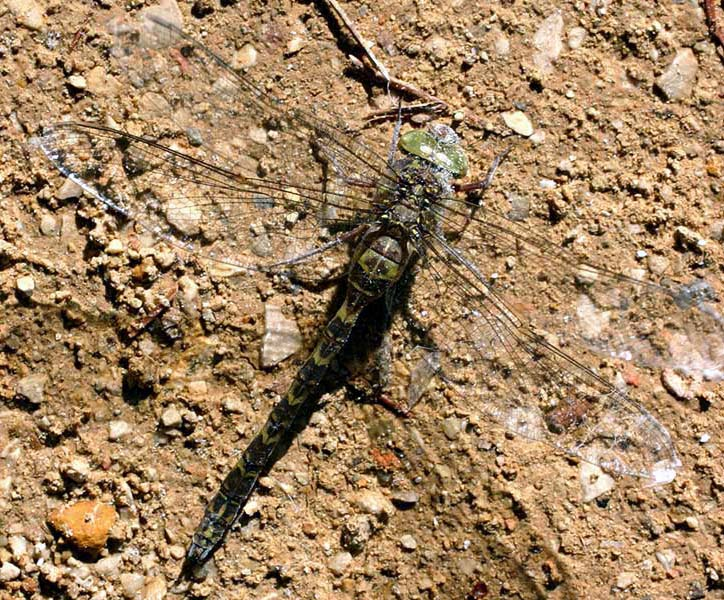
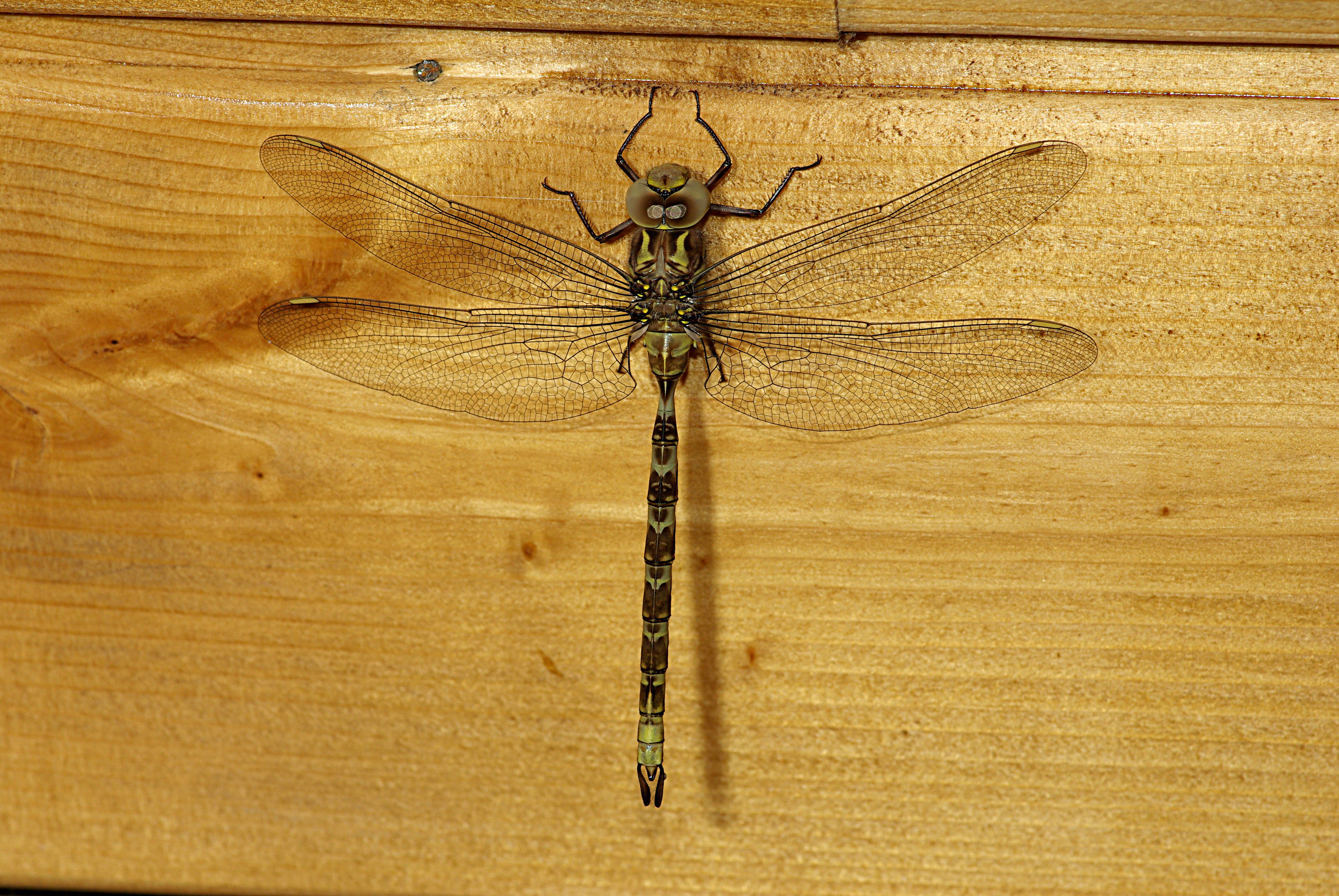
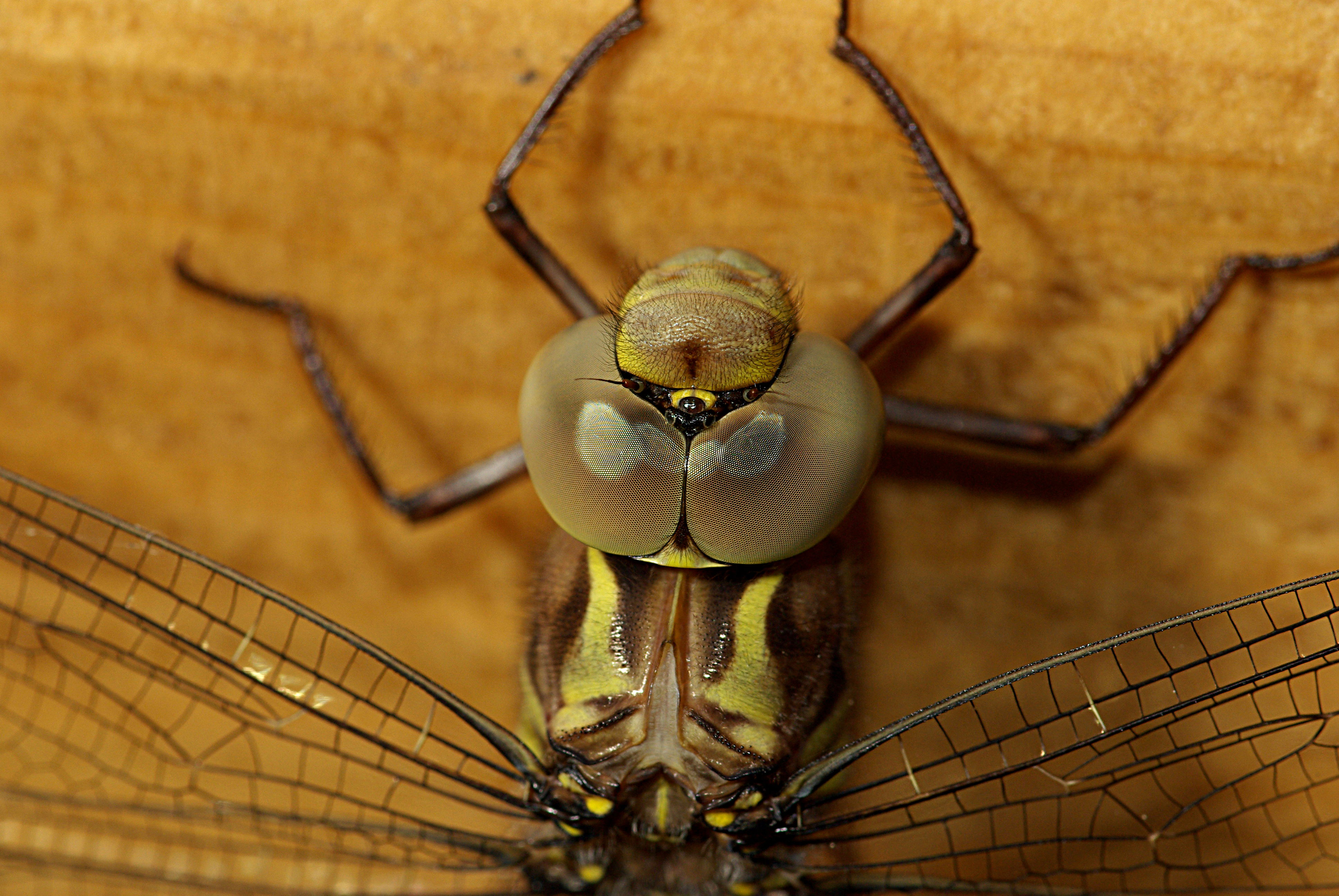
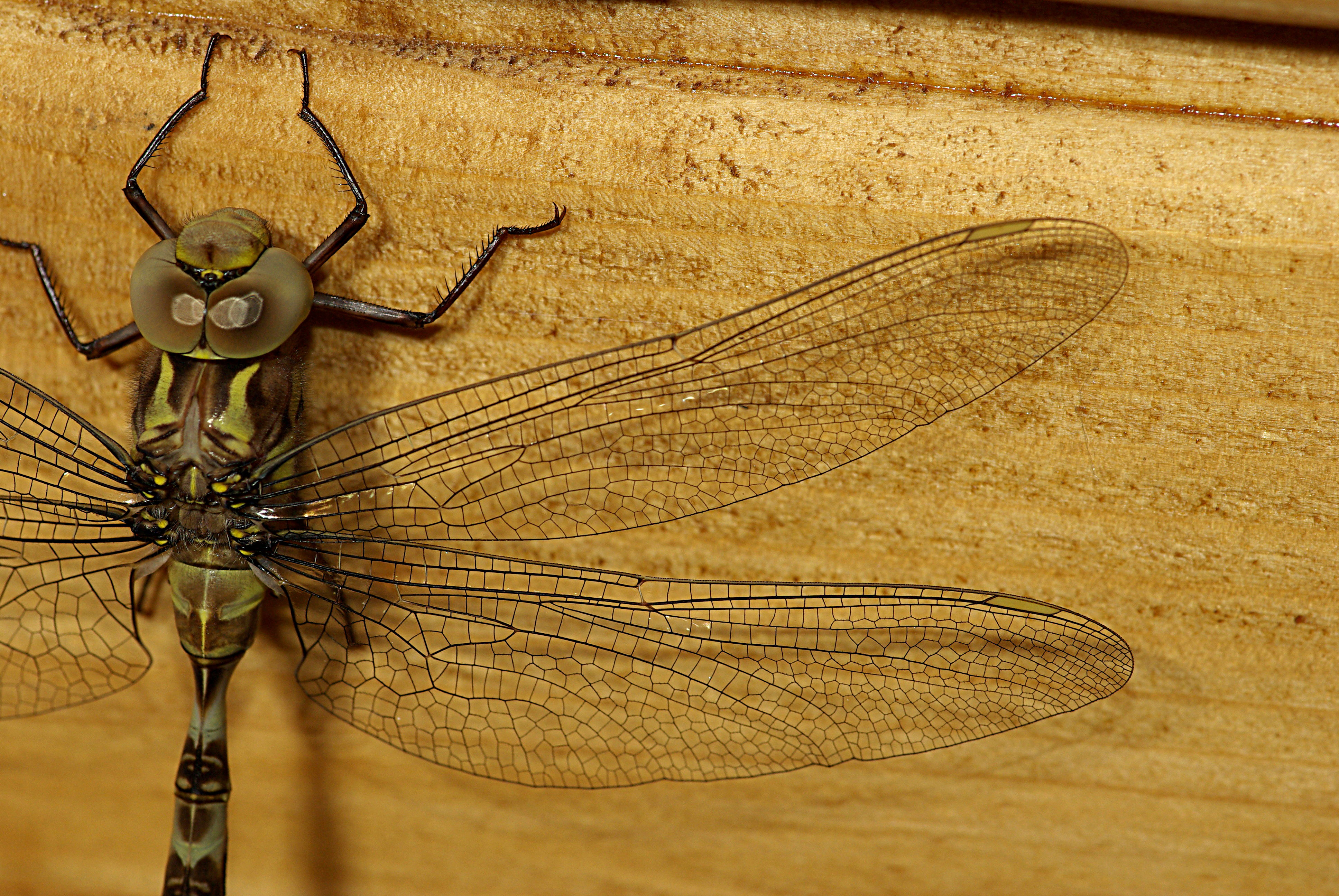